# تكبد (علم الفلك)
في علم الفلك الرصدي، التَكَبُّد هو مرور جرم سماوي (مثل الشمس أو القمر أو كوكب أو نجم أو كوكبة أو جرم في السماء العميقة) عبر خط الزوال المحلي للراصد. عُرفت هذه الأحداث أيضًا باسم عبور خط الزوال، والتي تُستخدم في ضبط الوقت والملاحة، وتم قياسها بدقة باستخدام مقراب العبور [الإنجليزية].
خلال كل يوم، يبدو أن كل جرم سماوي يتحرك على طول مسار دائري على الكرة السماوية بسبب دوران الأرض مما يخلق لحظتين عندما تعبر خط الزوال. باستثناء القطبين الجغرافيين، فإن أي جرم سماوي يمر عبر خط الزوال له تكبد علوي، عندما يصل إلى أعلى نقطة له فوق الأفق ، وبعد 12 ساعة تقريبًا ، يتبعه تكبد سفلي، عندما يصل إلى أدنى نقطة له. غالبًا ما يستخدم وقت التكبد (عندما يتكبد الجسم) للإشارة إلى التكبد العلوي.
زاوية ارتفاع الجرم (A) بالدرجات عند تكبده العلوي يساوي 90 ناقصًا العرض الجغرافي للملاحظ (L) بالإضافة إلى ميل الجرم (δ): A = 90° − L + δ .

## أنظر أيضا
- الكرة السماوية
- خط الزوال
- النظير
- سمت الرأس